# 额勒再特乌鲁乡
额勒再特乌鲁乡（維吾爾語：گۈلجېت ئۇل يېزىسى‎，拉丁维文：Güljët Ul Yëzisi），是中华人民共和国新疆维吾尔自治区巴音郭楞蒙古自治州和静县下辖的一个乡镇级行政单位。

## 行政区划
额勒再特乌鲁乡下辖以下地区：
古尔温图勒根村、盖干塔克勒根村、额勒再特乌鲁村、哈尔诺尔村、查汗乌苏村和哈尔嘎特西里村。